# الأمن الرئاسي التونسي
الأمن الرئاسي التونسي (بالإنجليزية: Tunisian presidential guards) (بالفرنسية: la Garde Présidentielle) هو قوة شبه عسكرية تونسية دائمة قوامها مجموعة من الأفراد عن قوات الأمن الداخلي. ونخبة من الوحدات الأمنية للأمن الوطني.

## المهام
وفقا للفصل الثاني من الأمر عدد 2131 لسنة 1988 المؤرخ في 31 ديسمبر 1988 والمتعلق بضبط النظام الأساسي الخاص لإطارات وأعوان أمن رئيس الدولة والشخصيات الرسمية ما يلي: إن سلك أمن رئيس الدولة والشخصيات الرسمية قوة خاصة مسلحة مسؤولة على أمن رئيس الدولة والشخصيات الرسمية وعلى حماية القصور والإقامات الرئاسية وتقوم بالمحافظة على النظام العام بالقصور والإقامات المذكورة وحيث ما وجد رئيس الدولة أو الشخصيات الرسمية المكلفة بحمايتها وتمارس في نطاق هاته المهام وظائف الضابطة العدلية.كما جاء بالفصل الثاني من ذات الأمر ما يلي: يخضع إطارات وأعوان أمن رئيس الدولة والشخصيات الرسمية إلى السلطة المباشرة لرئيس الجمهورية ويباشرون مهامهم تحت إشراف رئيس الإدارة المكلف لهذا الغرض من قبل رئيس الجمهورية [الأمر عدد 1155 لسنة 2006 المؤرخ في 13 أفريل 2006 المتعلق بضبط النظام الأساسي الخاص لأعوان سلك أمن رئيس الدولة والشخصيات الرسمية المنقح بالأمر عدد 4245 لسنة 2011 مؤرخ في 24 نوفمبر 2011]

## القادة
قائد هذه الوحدة المسلحة هو المدير العام لأمن رئيس الدولة والشخصيات الرسمية وهم:
- جانفي 1989 - ؟: السيد عبد الرحمان الحاج علي أول مدير عام لإدارة أمن رئيس الدولة والشخصيات الرسمية خلفا للمدير رفيق الشلي {http://www.legislation.tn/sites/default/files/fraction-journal-officiel/2006/2006A/034/TA200611553.pdf} بوابة-التشريع.تونس.
- 2002 - 14/01/2011: السيد علي السرياطي
- جانفي 2011 :السيد توفيق الدبابي
- جانفي 2011 - ديسمبر 2011 : السيد المنصف كريفة
- ديسمبر 2011 - سبتمبر 2013 : السيد سامي السيك سالم
- سبتمبر 2013 مارس 2015 - : السيد توفيق القاسمي
- مارس 2015 إلى غاية 01 نوفمبر 2019 : السيد رؤوف مرادع[وصلة مكسورة]
- المدير العام الحالي: السيد خالد اليحياوي.

## الوحدات الخاصة
يحتوى سلك الأمن الرئاسي التونسي على وحدات خاصة عريقة الإنشاء وحديثة التجهيز والتكوين حيث تعرف بطلائع الأمن الرئاسي ووحدات الحماية والتدخل وهي نخبة النخبة والمعروفة باسم gip وقد تلقبت بالعديد من الألقاب مثل Tigres noirs ووحدة الننجا
كما توجد العديد من وحدات الاختصاص صلب الأمن الرئاسي التي تعتبر رائدة في مجالها.

## دور الأمن الرئاسي في ثورة 17 ديسمبر 2010 إلى غاية 14 جانفي 2011
عن تقرير اللجنة الوطنية لاستقصاء الحقائق حول التجاوزات و الانتهاكات الصادر في أفريل  2012
الصفحة 19 من التقرير:
خلافا لما راج عن تورط جهاز الأمن الرئاسي في قمع المتظاهرين، لم يثبت لدى اللجنة من خلال التحريات التي قامت بها أن الأعوان التابعين لهذا الجهاز ساهموا في أعمال القمع كما لم يثبت أنهم قاموا بإطلاق الرصاص بأي شكل من الأشكال خلال الاحتجاجات.
الصفحة 570 من التقرير:
وثبت عدم مشاركة أعوان الأمن الرئاسي في قمع الاحتجاجات وقتل المتظاهرين، وذلك من خلال نتيجة أعمال اللجنة التي شكلتها وزارة الداخلية وقامت يوم 17 جانفي 2011، بجرد أسلحة أعوان الأمن الرئاسي والرصاص الموضوع على ذمتهم وتبين أنها كاملة ولم يقع استعمال أية رصاصة لأي سبب كان.
الصفحة 573:
أن الإدارة العامة لأمن الرئيس والشخصيات الرسمية لعبت دورا بارزا في ملئ الفراغ الدستوري بصورة قانونية والمحافظة على الشرعية.

## الأمن الرئاسي التونسي في كلمات
إنّ هذا السلك الذي تم إحداثه بمقتضى القانون عدد 60 لسنة 1988، هو قوة خاصة مسلحة مسؤولة على أمن رئيس الدولة والشخصيات الرسمية وعلى حماية القصور والإقامات الرئاسية، ويخضع للسلطة المباشرة لرئيس الجمهورية.لقد أظهر هذا السلك منذ إحداثه تفان وحرفية يشهد بها في الداخل والخارج بفضل كفاءة وآقتدار أفراده الذين يمثلون نخبة القوات الأمنية الخاصة. حيث ساهمت هذه المؤسسة مساهمة فعالة في الانتقال القانوني والسلس للسلطة في تونس عقب أحداث 14 جانفي 2011 بالرغم من حملة التشكيك والتشويه التي طالتها، إلا أن أفرادها أصرّوا على مواصلة عملهم بكل حرفية وتفان في خدمة هذا الوطن العزيز، بل ولعبوا دورا هاما في تأمين الانتقال الديمقراطي خلال أصعب الفترات، حيث تولت الإدارة العامة في فترة ما بعد الثورة مهمة تأمين كافة المقرات المركزية للوزارات وحماية عدد هام من الشخصيات الوطنية المعرضة إلى تهديدات، كما ساهمت في تأمين معبر رأس جدير على الحدود التونسية _ الليبية، وقامت بتأمين وحماية كافة المترشحين إلى منصب رئيس الجمهورية بمقراتهم وبجميع تنقلاتهم خلال انتخابات 2014.أمام حجم المهام الموكولة للإدارة العامة لأمن رئيس الدولة والشخصيات الرسمية وتنوّعها، كان من الضروري إعادة النظر في هيكلتها بشكل يضمن لها النجاعة المرجوة ويمكنها من أداء مهامها على الوجه الأكمل، وهو ماتم فعلا عبر إصدار أمر حكومي بتاريخ 29 ماي 2017 يضبط هيكلية الإدارة العامة ومشمولاتها، هيكلية تم وضعها استجابة لمهام الإدارة العامة التي تشمل حاليا حماية وتأمين عدد 15 شخصية وطنية، إضافة إلى كبار ضيوف الدولة، هذا إلى جانب تأمين عدد 30 مقر بين قصور رئاسية ومقرات رسمية وخاصة ومن هذا المنبر وأمام هذا الحضور الكريم لايسعني إلا أن أتقدم بتحية إكبار وتقدير لكل المديرين العامين الذين تولوا قيادة هذه الإدارة بداية من السيد رفيق الشلي، السيد عبد الرحمان الحاج علي، السيد علي السرياطي، السيد منصف كريفة، السيد سامي سيك سالم والسيد توفيق القاسمي. كما أتوجه بالشكر والتقدير إلى كل الزملاء والزميلات الذين كان لهم شرف الانتماء إلى هاته المؤسسة العريقة متمنيا لهم كل التوفيق والنجاح في المهام المستقبلية. في معرض تناولي لمهام الإدارة العامة ومشمولاتها لا يفوتني توجيه الشكر إلى كافة منتسبيها من إطارات، رتباء وأعوان، الذين لولا حرفيتهم وتضحياتهم الجسام بالجهد والوقت لما أمكن للإدارة العامة أن ترفع جميع التحديات التي تواجهها في ظل وضع أمني دقيق وغير مستقر.وإذ أتوجه إليهم بالشكر والثناء، فإني أدعوهم إلى مزيد البذل والعطاء مع الالتزام بالانضباط والحياد التام كما عهدتهم حتى تكون هذه المؤسسة في مستوى الرهانات الأمنية للمرحلة القادمة ونرتقي بها إلى المكانة التي تستحقها. هذا كما أحي كل قواتنا الأمنية والعسكرية للمجهودات التي ما إنفكوا يقدمونها إلينا لإنجاح مختلف المهام المنوطة بعهدتنا.وختاما لا يفوتني إلا أن أترحم على أرواح شهدائنا وشهداء الوطن من المؤسستين الأمنية والعسكرية، داعيا من الله أن يتغمدهم برحمته ويسكنهم فسيح جنانه.

## المسار التاريخي
- الجمعة 14 جانفي 2011 :

ظلّ الأمن الرئاسي بمنأى عن التجاذبات السياسيّة وأدّى مهامه على أفضل وجه في مختلف المراحل الانتقالية التي عرفتها تونس ولعل أبرز حدث جعل من هذا السلك محط أنظار وسائل الإعلام المحلية والعالمية وحديث الراي العام هو دوره يوم 14 جانفي 2011 حيث قام الأمن الرئاسي التونسي بإعلاء مبادئ الجمهورية والحفاظ على المقومات السيادية للدولة وضمان تطبيق والاحتكام إلى الدستور تونس في ظل مغادرة الرئيس الأسبق زين العابدين بن علي لأرض الوطن وحصول شغور في منصب رئيس الجمهورية إضافة إلى حالة الاحتقان التي عرفها الشارع التونسي ضد النظام القائم آن ذاك حيث قام الأمن الرئاسي التونسي عن وعي بجلب الوزير أول محمد الغنوشي ورئيسي مجلس النواب والمستشارين وتم سد الشغور وفق أحكام دستور تونس 1959 مما ضمن إستمرارية الدولة وعدم دخول البلاد التونسية في المجهولة وقد أمّن أفراد الأمن الرئاسي نقل قرص مضغوط فيه كلمة السيد محمد الغنوشي إلى مقر وكالة تونس إفريقيا للأنباء وبالتالي تم ضمان دخول تونس إلى برّ الأمان والوقوف ضد أي سيناريوهات آخرى
يذكر أن يوم 14 جانفي 2011 تاريخ رمز بالنسبة للأمن الرئاسي حيث تعرض هذا السلك للعديد من الشائعات من قبل وسائل إعلام داخلية وخارجية وقد تزامن هذا مع إيقاف مديره العام علي السرياطي إلا أن ضبط النفس ونكران الذات ضمنا إستمرارية هذا السلك الوطني وقد علم التونسيون حقيقة هذه الإدارة العامة وعلموا أن دورهم كان محوريا في احترام إرادة الشعب وضمان إستمراية الدولة ولعل أهم ما ساهم في سريان الإشاعات بشأن الأمن الرئاسي يوم 14 جانفي 2011 هو انغلاق هذا السلك على نفسه وأكتفائه بالعمل دون التواصل والانفتاح مع وسائل الإعلام وقد تجاوز الأمن الرئاسي هذا العائق حيث قام سنة 2018 ببعث مكتب للإتصال والإعلام وناطقا رسميا باسم الإدارة العامة لأمن رئيس الدولة والشخصيات الرسمية.
- سنوات 2011/2012/2013/2014/2015:

إضافة إلى دورها في تأمين مختلف المقرات السيادية للدولة تم تأمين كافة الوزارات.
تولت الإدارة العامة في فترة ما بعد الثورة مهمة تأمين كافة المقرات المركزية للوزارات وحماية عدد هام من الشخصيات الوطنية المعرضة إلى تهديدات، كما ساهمت في تأمين معبر رأس جدير على الحدود التونسية _ الليبية
- 14 جويلية 2014 : تم وضع وحدات التدخل المختصة للأمن الرئاسي على ذمة القيادة العسكرية الأمنية المكلفة بمحاربة الإرهاب.
- 23 نوفمبر 2014:

المساهمة المباشرة في إنجاح الانتخابات الرئاسية التونسية 2014 من خلال تأمين 26 شخصية رسمية مترشحة لمنصب رئيس الجمهورية.
- الجمعة 26 ديسمبر 2014:

حماية الأرشيف الوطني
- الجمعة 14 سبتمبر 2014:

أمام حالة الفوضى التي عمت محيط السفارة الأمريكية بتونس عشية الجمعة 14 سبتمبر 2014 وعدم القدرة على السيطرة على الوضع والتهديد المباشر الذي أصبح يتهدد السفير الأمريكي بتونس وكافة العاملين داخل السفارة أمر الرئيس محمد المنصف المرزوقي وحدات الأمن الرئاسي بالتدخل العاجل لإنقاذ ما يمكن إنقاذه وفي غضون نصف ساعة من الزمن عادت الأوضاع إلى وضعها الطبيعي داخل وخارج السفارة الأمريكية بتونس وقد نوهت صحيفة التايم الأامريكية بنجاعة تدخل الأمن الرئاسي التونسي ومنع حدوث كارثة.
''' الثلاثاء 24 نوفمبر 2015 '''
فقد الأمن الرئاسي وفقد تونس عشية الثلاثاء 24 نوفمبر 2015 خيرة من شبابها إثر تعرض حافلة نقل أفراد الأمن الرئاسي  إلى هجوم إرهابي غادر وجبان رحم الله شهداء الوطن.
- 31 مارس 2019: الدراسة والتخطيط والإشراف على كل الجوانب المتعلقة بتنظيم القمة العربية الثلاثون بتونس مع ضمان سلامة كبار ضيوف تونس إلى حين مغادرتهم تراب الوطن.
- الخميس 25 جويلية 2019:

إثر وفاة الرئيس محمد الباجي قائد السبسي ضمن الأمن الرئاسي إستمرارية الدولة من خلال الاحتكام إلى مبادئ الجمهورية وعلوية الدستور حيث تولّى رئيس مجلس نواب الشعب محمد الناصر القيام بمهام رئيس الجمهورية.
- الجمعة 26 جويلية 2019:

كان للأمن الرئاسي الدور المحوري والأساسي في الدراسة والتخطيط والإشراف على كل الجوانب المتعلقة بجنازة الرئيس محمد الباجي قائد السبسي رحمه الله منذ مغادرته المستشفى العسكري، مرورا بمراسم إستقبال الضيوف والتأبين إلى حين مواراته الثّرى بمقبرة الجلاز في موكب مهيب قاده الأمن الرئاسي. الشئ الذي ترك أثرا طيبا لدى الشعب التونسي وقدّم صورة متميزة عن الانضباط والحرفية التي تتمتع بها مؤسسة الأمن الرئاسي.
- 2019 : حماية وتأمين عدد 15 شخصية وطنية، إضافة إلى كبار ضيوف الدولة، هذا إلى جانب تأمين عدد 30 مقر بين قصور رئاسية ومقرات رسمية وخاصة.
- 11 أكتوبر 2019 : تولّى سيادة رئيس الجمهورية المكلف محمد الناصر منح وسام الوفاء والتضحية لجرحى العملية الإرهابية التي استهدفت حافلة الأمن الرئاسي في 24 نوفمبر 2015، كما أسند الصنف الرابع من وسام الجمهورية لثلّة من إطارات ورتباء الإدارة العامة لأمن رئيس الدولة والشخصيات الرسمية.
- 23 أكتوبر 2019 : الإشراف على مراسم تسلم السلطة من قبل الرئيس المنتخب قيس سعيد .
- قام سيادة رئيس الجمهورية قيس سعيد بتاريخ 24 نوفمبر 2019 بإسناد عدد 12 وساما من الصنف الأول للوفاء والتضحية لشهداء الأمن الرئاسي تسلمها عائلات الشهداء.

## قائمة الرتب
|  |  |  |  |  |  |  |  |

|  |  |  |  |  |  |